# Harper Lee

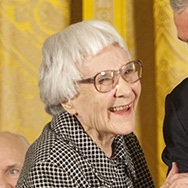
Harper Lee während der Überreichung der Presidential Medal of Freedom (2007)

Nelle Harper Lee (* 28. April 1926 in Monroeville, Alabama; † 19. Februar 2016 ebenda) war eine US-amerikanische Schriftstellerin und Pulitzer-Preisträgerin. Weltbekannt wurde sie mit ihrem 1960 veröffentlichten Buch Wer die Nachtigall stört (Originaltitel: To Kill a Mockingbird), das seitdem über 40 Millionen Mal verkauft wurde.

## Leben und Werk

### Frühes Leben und schriftstellerische Anfänge
Harper Lee war das jüngste von vier Kindern von Amasa Coleman Lee, einem Rechtsanwalt und Senator von Alabama der Demokratischen Partei und Frances Cunningham Lee, geborene Finch. Eine Abstammung ihres Vaters von dem Südstaaten-General Robert Edward Lee wird von der Literatur als unwahrscheinlich angesehen. Ihr Vorname Nelle ist der rückwärts geschriebene Vorname ihrer Großmutter mütterlicherseits, Ellen Williams Finch. Harper Lees Geschwister waren Alice Finch Lee (1911–2014), Francis Louise Lee Connor (1916–2009) und Edwin Coleman Lee (1920–1951). Ihr Vater und der Bruder gelten als Vorbilder für die Figuren von Atticus beziehungsweise Jem Finch in Wer die Nachtigall stört.
Lee erwarb den Highschool-Abschluss an der Monroe County High School in ihrer Heimatstadt. Bereits als Kind war sie dem Schreiben zugeneigt, bedingt auch durch den Umstand, dass ihr Vater neben seiner anwaltlichen und politischen Tätigkeit Verleger und Herausgeber der Lokalzeitung Monroe Journal war. Schon in ihrer frühen Kindheit lernte sie den eineinhalb Jahre älteren Truman Capote kennen, mit dem sie in den Jahren 1930 bis 1932 die Sommerferien in Monroeville verbrachte. Dennoch entschied sich Lee für ein Studium der Rechtswissenschaften. Das Vorbild des Vaters und der älteren Schwester Alice, die ab 1943 ebenfalls in der väterlichen Kanzlei praktizierte, hatten sie dazu bewogen. Sie besuchte ab 1944 zunächst das Huntingdon College in Montgomery, an dem auch ihre Schwester studiert hatte, wechselte aber bereits 1945 an die University of Alabama in Tuscaloosa. Dort galt sie – wie zuvor in Montgomery – zunächst als isolierte Einzelgängerin, hatte jedoch erste Möglichkeiten, kurze Texte zu veröffentlichen und wurde später Chefredakteurin der Studentenzeitung Rammer Jammer. Sie wurde dort auch in die Sorority Chi Omega aufgenommen.
1948 erhielt sie ein Stipendium für eine Studienfahrt zum Sommerkurs „Europäische Zivilisation im 20. Jahrhundert“ in Oxford. Die sechs Wochen in der englischen Universitätsstadt empfand sie rückblickend als „beglückenden Oxforder Sommer“ und „das erste offene Bekenntnis zur Literatur“. Nach dieser Erfahrung wandte sie sich immer mehr von der Rechtswissenschaft ab, an der sie mehr das menschliche Drama als die Fachfragen des Rechts interessierten, und der Literatur zu. Ende 1948 entschied sie sich endgültig, das Studium aufzugeben und setzte diesen Entschluss im Sommer 1949 in die Tat um. Ein weiterer Grund für die endgültige Zuwendung zur Schriftstellerei soll dabei auch der Erfolg von Truman Capotes Debütroman Andere Stimmen, andere Räume gewesen sein, der 1948 erschien.
Nach Abbruch ihres Studiums zog Lee nach New York City und arbeitete zunächst in einer Buchhandlung und später einige Zeit am Schalter der Fluggesellschaften Eastern Air Lines und BOAC in New York.

### Welterfolg mitWer die Nachtigall stört
Über ihren Freund Truman Capote lernte sie Michael und Joy Brown kennen, mit denen sie sich schnell anfreundete. Das Ehepaar Brown entschied sich, um Lees literarische Ambitionen zu fördern, ihr den Lebensunterhalt für das Jahr 1957 zu finanzieren. Bereits im Mai 1957 reichte sie ein Manuskript mit Kurzgeschichten über das Leben in den Südstaaten der USA in den 1930er Jahren, die über die Person der namensgebenden Hauptfigur Atticus verbunden waren, bei dem Verleger J. B. Lippincott ein. Das Manuskript wurde jedoch von Lippincott, der Nelle Lee auch den Künstlernamen Harper vorschlug, und der Lektorin Tay Hohoff als noch nicht veröffentlichungswürdig angesehen. Ein Großteil der Hauptfiguren, der Rechtsanwalt Atticus Finch, die Ich-Erzählerin Scout, als Alter Ego der Autorin, deren Bruder Jem und Feriengast Dill, die Züge Truman Capotes tragend, kommen jedoch auch in diesem ersten Entwurf schon vor. Über die nächsten drei Jahre überarbeitete sie unter dem Einfluss Hohoffs den Entwurf komplett und verknüpfte die bisher lose miteinander zusammenhängenden Geschichten miteinander. Sie nahm dabei Hohoffs Rat an, ein starkes Hauptthema zu nehmen, das die einzelnen Erzählungen zusammenhalten konnte. Vorbild für dieses Hauptthema wurde ein Gerichtsfall aus dem Jahre 1933 über die Vergewaltigung einer Weißen durch einen Schwarzen.
Unter dem neuen Titel To Kill a Mockingbird erschien Lees Roman 1960 und erhielt im darauf folgenden Jahr den Pulitzer-Preis. Auch im deutschsprachigen Raum erwies sich die Übersetzung Wer die Nachtigall stört als sehr erfolgreich und war in den Jahren 1962 und 1963 Platz 1 der Spiegel-Bestsellerliste. Bereits 1962 wurde der Roman von Robert Mulligan mit Gregory Peck in der Rolle des Atticus Finch verfilmt, wofür Peck einen Oscar erhielt (insgesamt bekam der Film drei). Der über die Jahrzehnte nicht nachlassende Erfolg des Werkes, das unter anderem 2018 und 2021 bei Leserabstimmungen von PBS und der New York Times zum beliebtesten Roman gewählt wurde, brachte der Schriftstellerin bis an ihr Lebensende sowohl finanzielle Unabhängigkeit als auch ungewollte Aufmerksamkeit.
Truman Capote hat gelegentlich angedeutet, dass Teile des Romans To Kill a Mockingbird aus seiner Feder stammen würden. Pearl Kazin Bell, ein Verlagseditor bei Harper’s, hält diese Behauptung für plausibel, weil Harper Lee danach keine Romane mehr veröffentlicht hat. Lavizzari hält die Indizien für eine Mitarbeit Capotes an Lees Roman für eher schwach und meint, die Widerlegung dieses von Capote gern gestreuten Gerüchts sei ebenso unmöglich wie seine Bestätigung.

### Leben nach dem Erfolg, Literarisches Verstummen
Nach der Fertigstellung von Wer die Nachtigall stört assistierte Harper Lee ihrem Kindheitsfreund und Feriennachbarn Truman Capote von Ende 1959 bis Mitte der 1960er-Jahre bei den Recherchen für dessen Roman Kaltblütig (Originaltitel: In Cold Blood), der unter anderem auch ihr gewidmet ist. Im Anschluss an das Erscheinen des Romans scheint eine Entfremdung zwischen Lee und Capote eingetreten zu sein, womöglich weil Lee ihre Mitarbeit an dem Roman nicht hinreichend gewürdigt sah, aber auch die auseinander divergierenden Lebensweisen der beiden werden angeführt.
1961 veröffentlichte Harper Lee zwei Artikel in Zeitschriften: Love – In Other Words in der Vogue und Christmas To Me in McCall’s. Ein weiterer Essay, When Children Discover America, wurde 1965 in McCall’s veröffentlicht. Sie wurde von US-Präsident Lyndon B. Johnson im Juni 1966 in das National Council of Arts aufgenommen. 1983 besuchte sie das Alabama History and Heritage Festival in Eufaula, Alabama. Dort präsentierte sie den Essay Romance and High Adventure. 
Bis auf diese wenigen Artikel und Essays erschienen keine weiteren Veröffentlichungen von Harper Lee, die mit Schreibblockaden zu kämpfen hatte und überdies einen hohen Anspruch an eine weitere literarische Veröffentlichung ihrerseits stellte. Laut ihrer Schwester soll sie einmal gesagt haben, dass es nach dem Welterfolg ihres Debütromanes für sie nur „nach unten“ gehen könne. Einem Freund gegenüber soll sie geäußert haben, dass sie den Medienrummel von Wer die Nachtigall stört nicht noch einmal durchleben wolle, außerdem habe sie als Schriftstellerin die Sachen gesagt, die sie sagen wollte.
Ende der 1970er-Jahre begann Lee für einige Jahre an einem Roman namens The Reverend zu arbeiten. Thema des geplanten Werkes war der reale Mordfall an dem Reverend Willie Maxwell, der wiederum selbst des Mordes an mehreren Familienangehörigen verdächtigt wurde. Lee äußerte sich optimistisch, dass sie den Roman fertigstellen könne, allerdings wurde das Werk nie veröffentlicht und das Manuskript gilt bis auf wenige Seiten als verschollen.
Harper Lee zeigte kein Interesse daran, eine Person des öffentlichen Lebens zu sein, und gab bereits 1964 ihr letztes Interview, da sie sich von der Presse häufig falsch zitiert fühlte. Nach Lees Rückzug aus der Öffentlichkeit galt ihre ältere Schwester Alice Finch Lee, die bis zum Alter von 100 Jahren als Anwältin praktizierte, als ihr „Sprachrohr“ und ihre „Beschützerin“ im Angesicht des hohen öffentlichen Interesses. Harper Lee, die nie heiratete und keine Kinder hatte, lebte über Jahrzehnte bis 2007 abwechselnd in einem kleinen Appartement an der New Yorker Upper East Side und mit ihrer Schwester Alice in Monroeville. Innerhalb des normalen Dorflebens von Monroeville lebte sie keineswegs so zurückgezogen, wie es ihr öffentliches Image denken ließ.

### Späte Jahre undGo Set a Watchman

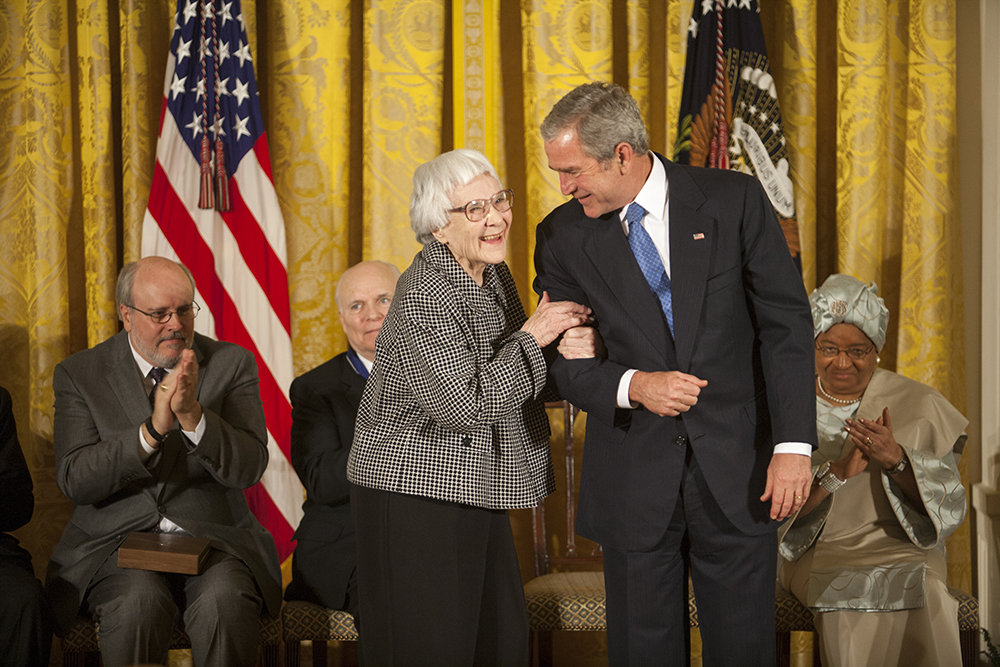
Harper Lee während der Überreichung der Presidential Medal of Freedom mit Präsident George W. Bush, November 2007

Einer ihrer seltenen öffentlichen Auftritte war anlässlich der Entgegennahme des Los Angeles Public Library Literary Award (Literaturpreis der öffentlichen Bibliotheken von Los Angeles) im Mai 2005. 2007 wurde sie in die American Academy of Arts and Letters gewählt. Ebenfalls 2007 wurde ihr die Presidential Medal of Freedom überreicht, die höchste zivile Auszeichnung der Vereinigten Staaten. Wenige Wochen nach der Verleihung der Medal of Freedom erlitt sie einen Schlaganfall, der sie teilweise lähmte und auf den Rollstuhl angewiesen machte. Zudem entwickelte sie im Alter schwere Seh- und Hörprobleme. Nach dem Schlaganfall lebte sie bis zu ihrem Tod in einer Einrichtung für Betreutes Wohnen in Monroeville.
Im Februar 2015, 55 Jahre nach To Kill a Mockingbird, wurde über ihren Verlag Penguin Random House die Veröffentlichung eines zweiten Romans unter dem Titel Go Set a Watchman bekannt gegeben. Allerdings handelt es sich nicht um einen neuen Text oder eine Fortsetzung, sondern um die 1957 ursprünglich beim Verlag J. B. Lippincott eingereichte frühe Fassung von Wer die Nachtigall stört, die jedoch 20 Jahre nach der finalen Fassung spielt, als die Hauptfigur Jean Louise von New York nach Alabama zurückkehrt, um ihren Vater zu besuchen. Das am 14. Juli 2015 veröffentlichte Buch hatte eine Startauflage von zwei Millionen. In Deutschland umfasste die erste Auflage 100.000 Exemplare. Go Set a Watchman erhielt als eigenständiger Roman nur gemischte Kritiken, wenngleich viele Kritiker den Entwurfscharakter betonten und ihn im Hinblick auf den zuvor veröffentlichten, aber danach geschriebenen To Kill a Mockingbird faszinierend fanden. Die Figur von Atticus Finch, einem der größten amerikanischen Literatur- und Filmhelden, erhalte in Go Set a Watchman eine düstere Seite mit dessen dargestellten paternalistischen, rassistischen Haltungen gegenüber Schwarzen.
Die Umstände der Veröffentlichung von Go Set a Watchman galten als umstritten. Vielfach wurde bezweifelt, inwieweit die seit ihrem Schlaganfall unter gesundheitlichen Einschränkungen leidende und bis dato im Hinblick auf weitere Publikationen vorsichtig agierende Harper Lee der Entscheidung zur Veröffentlichung aus freiem Willen zugestimmt hat. Das verschollen geglaubte Manuskript von Go Set a Watchman wurde angeblich Ende 2014 in Lees Archiv durch ihre Anwältin Tonja Carter entdeckt; doch nach Aussagen anderer Beteiligter soll Carter bereits 2011 auf das Manuskript gestoßen sein, aber erst die Veröffentlichung vorangetrieben haben, nachdem Lees Schwester und engste Vertraute Alice im November 2014 gestorben war. Eine Untersuchung des Staates Alabama, ob Lee das Opfer eines Missbrauchs älterer Menschen geworden war, wurde nach kurzer Zeit eingestellt.
Am 19. Februar 2016 starb Harper Lee im Alter von 89 Jahren im Schlaf. Sie wurde auf dem Hillcrest Cemetery ihrer Heimatstadt Monroeville beigesetzt.

## Darstellung im Film
- Tracey Hoyt spielte Lee 1998 im Fernsehfilm Scandalous Me: The Jacqueline Susann Story.
- Catherine Keener spielte Lee 2005 im Spielfilm Capote und erhielt unter anderem eine Oscar-Nominierung als Beste Nebendarstellerin.
- Sandra Bullock spielte Lee 2006 im Spielfilm Kaltes Blut – Auf den Spuren von Truman Capote (Infamous).

## Werke
- To Kill a Mockingbird, deutscher Titel Wer die Nachtigall stört (Lippincott, 1960).
  - Überarbeitung der ersten deutschen Übersetzung von Claire Malignon durch Nikolaus Stingl und mit einem Nachwort von Felicitas von Lovenberg. Rowohlt, Reinbek bei Hamburg 2015, ISBN 978-3-498-03808-3.
- Love In Other Words (Memento vom 9. Oktober 2006 im Internet Archive) (in Vogue, 15. April 1961, S. 64–65).
- Christmas To Me (Memento vom 7. September 2006 im Internet Archive) (in McCall’s, Dezember 1961).
- When Children Discover America (Memento vom 24. Oktober 2006 im Internet Archive) (in McCall’s, August 1965)
- Romance and High Adventure (Memento vom 24. Oktober 2006 im Internet Archive) (in Clearings in the Thicket, Mercer University Press, 1985).
- Go Set a Watchman, William Heinemann, London 2015, ISBN 978-1-78515-028-9.
  - Gehe hin, stelle einen Wächter. Übers. Klaus Timmermann, Ulrike Wasel. Deutsche Verlagsanstalt, München 2015, ISBN 978-3-421-04719-9.[36] (Platz 1 der Spiegel-Bestsellerliste vom 1. bis zum 7. August 2015)